# Per Egil Ahlsen
Per Egil Ahlsen (Fredrikstad, 4 maart 1958) is een voormalig betaald voetballer uit Noorwegen die speelde als middenvelder. Hij werd later jeugdtrainer. Hij beëindigde zijn loopbaan in 1994 bij Fredrikstad FK.

## Interlandcarrière
Onder leiding van bondscoach Tor Røste Fossen maakte Ahlsen zijn debuut voor het Noors voetbalelftal op 26 oktober 1983 in het olympisch kwalificatieduel tegen Finland (4-2) in Moss, net als Henning Bjarnøy van Vålerenga. Ahlsen speelde in totaal 54 interlands en scoorde drie keer voor zijn vaderland. Hij nam met zijn vaderland deel aan de Olympische Spelen in Los Angeles, Verenigde Staten.

## Erelijst
Fredrikstad FK
- Beker van Noorwegen

1984